# Neseis hiloensis
Neseis hiloensis är en insektsart som först beskrevs av Perkins 1912.  Neseis hiloensis ingår i släktet Neseis och familjen fröskinnbaggar.

## Underarter
Arten delas in i följande underarter:
- N. h. approximatus
- N. h. hiloensis
- N. h. intermedius
- N. h. interoculatus
- N. h. jugatus